# Grekland
Grekland (grekiska: Ελλάδα/Elláda Uttal (fil), alternativt: Ελλάς/Ellás), formellt Republiken Grekland, alternativt Hellenska republiken (Ελληνική Δημοκρατία/Ellinikí Dimokratía), är en republik i Sydeuropa på Balkanhalvön. Grekland gränsar till Albanien, Nordmakedonien och Bulgarien i norr samt Turkiet i öster. Egeiska havet ligger öster om det grekiska fastlandet, Joniska havet i väster och Medelhavet i söder. Grekland har den tolfte längsta kustlinjen i världen på 13 676 km, med ett stort antal öar (cirka 1 400, varav 227 är bebodda), däribland Kreta, Dodekanisos, Kykladerna och Joniska öarna. Åttio procent av Grekland består av berg, där Olympen är det högsta på 2 917 meter.
Det moderna Grekland har sina rötter i antikens grekiska civilisation, allmänt ansedd som den västerländska civilisationens vagga. Det antika Grekland var födelseplatsen för demokrati, västerländsk filosofi, olympiska spelen, västerländsk litteratur och historiografi, statsvetenskap,  vetenskapliga och matematiska principer, och västerländsk drama, såväl tragedin som komedin. Detta arv återspeglas delvis i de 17 av Unescos världsarv som finns i Grekland. Unescos världsarvslista rankar Grekland på plats 7 i Europa och 13 i världen. Den moderna grekiska staten grundades 1830, efter det grekiska frihetskriget. 
Grekland har varit medlem i vad som nu är Europeiska unionen sedan 1981 och i euroområdet sedan 2001. Landet är också medlem i Nato sedan 1952 och i Europeiska rymdorganisationen sedan 2005. Man är också en av grundarna av Förenta nationerna, Organisationen för ekonomiskt samarbete och utveckling och Organisationen för ekonomiskt samarbete i Svartahavsområdet.

## Etymologi
Greklands officiella namn är "Hellenska republiken" (Ellinikí Dhimokratía, Ελληνική Δημοκρατία). Grekerna själva kallar sitt land för Hellas, idag uttalat Ellas, eller i dagligt tal Ellada. Sig själva kallar grekerna för hellener (Ellines, Έλληνες). Ordet grek kommer av det latinska namnet Graecia som ursprungligen avsåg ett område i norra delen av dagens Grekland som beboddes av graierna. På de flesta andra språk har hellener och Hellas istället en historisk innebörd.

## Historia

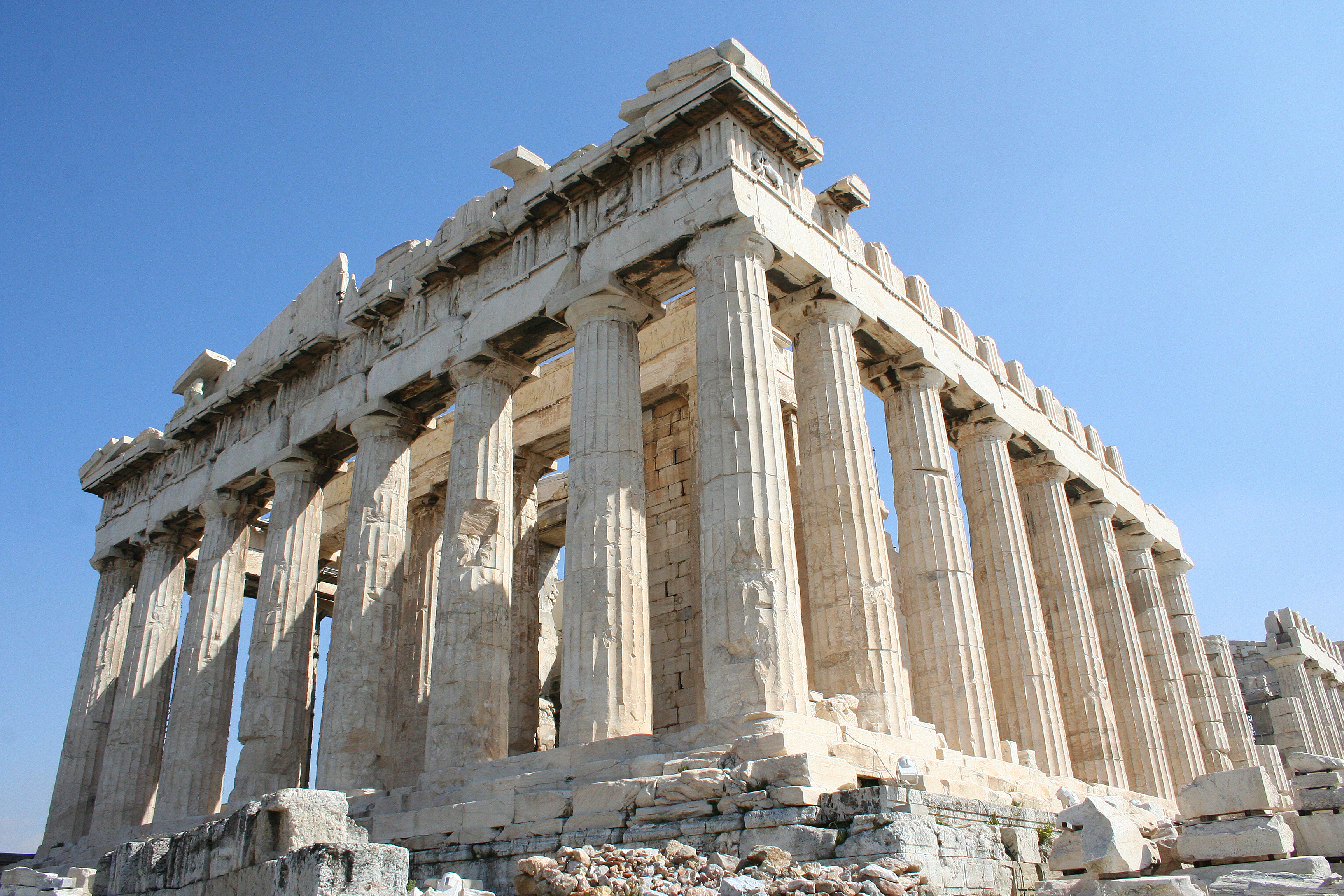
Parthenon på Akropolis i Aten.

Den grekiska bronsåldern uppstod kring Egeiska havet omkring 3600 f.Kr., främst på det minoiska Kreta och det mykenska Peloponnesos, och sträckte sig fram till omkring 1000 f.Kr., följd av de så kallade mörka århundradena. Omkring 2000 f.Kr. anlände de första grekiska stammarna norrifrån in på den Grekiska halvön. De främsta av dessa stammar var akajerna som följdes bland annat av joner och eoler. De byggde väldiga klippborgar som Mykene, Tiryns och Argos. Deras främsta kungar regerade i Mykene och hela deras kultur brukar kallas den mykenska. Grekerna började använda sitt alfabet omkring 800-talet f.Kr. Den nya hellenska kultur som uppstod omkring 800 f.Kr. bestod av flera stadsstater som grundade kolonier runt om i Medelhavet, stod emot flera persiska invasionsförsök och ledde fram till den senare hellenistiska civilisationen. Alexander den store erövrade hela Persiska riket och lade grunden till hellenismen, den epok då grekiskt språk och kultur spred sig över stora delar av den då kända världen.
Greklands militära styrka avtog så småningom och den romerska erövringen av Grekland inleddes 168 f.Kr. De östra delarna av imperiet kom framgent att domineras av den grekiska kulturen. När det romerska imperiet till slut delades i två delar hamnade Grekland åter i centrum: Med Konstantinopel som huvudstad spred Östrom, sedermera det Bysantinska riket, den grekiska kulturen vidare ända till dess att Konstantinopel slutligen föll för Osmanska riket 1453.
Grekland (förutom ön Korfu vid den nordvästra kusten) förblev en del av Osmanska riket ända till 1820-talet då grekerna gjorde uppror och utropade sin självständighet. År 1832 blev Grekland en monarki (Kungariket Grekland) med prinsen av Bayern Otto I som förste regent, i enlighet med Londonfördraget samma år. Från 1912 till 1913 deltog Grekland i de båda Balkankrigen. Efter första världskriget, där Grekland blev indraget på de allierades sida, utbröt krig 1919–22 mot det forna Osmanska riket under Mustafa Kemal Atatürk, i vilket Grekland besegrades. År 1936 tillträdde Ioannis Metaxas som diktator. Mussolini anföll Grekland 1940 via Albanien, men slogs tillbaka. 1941 invaderades Grekland av Nazityskland, Bulgarien och Italien, och var ockuperat under återstoden av andra världskriget. Det moderna Grekland fick sin nuvarande utsträckning 1947.
Under andra världskriget utbröt ett inbördeskrig i Grekland som varade till 1949, mellan kommunister och konservativa. Därefter var Greklands utrikespolitik dominerat av Cypernfrågan. Inrikes skedde ett rekordstort antal regeringsskiften, tills Alexandros Papagos 1952 samlade landet. Han efterträddes vid sin död 1955 av Konstantinos Karamanlis. År 1967 kunde militären, ledd av Georgios Papadopoulos och understödd av USA, genomföra en statskupp, vilket ledde till att militärjuntan ledde landet. 1973 avskaffade Papadopoulos junta monarkin och 1974, efter att ha iscensatt en statskupp på Cypern under Cypernkrisen 1974, föll militärjuntan samman. Följande år utropades en republik och Grekland blev demokrati. Grekland gick med i Europeiska gemenskaperna (EG) 1981 och Ekonomiska och monetära unionen (EMU) 2001 och införde euron som valuta året därpå.
Före det grekiska folkmordet fanns det 2,5 miljoner grekisk-ortodoxa i nuvarande Turkiet. Under det grekiska folkmordet mördades över en miljon grekisk-ortodoxa av turkarna. 1 104 216 flydde till Grekland.
Grekland befann sig mellan 2008 och 2017 i en djup ekonomisk kris som sänkte levnadsstandarden markant för de flesta invånare.  Krisen har fått stora sociala, humanitära och ekonomiska följder för befolkningen, i form av skyhög arbetslöshet, försämrad välfärd och social oro.

## Geografi

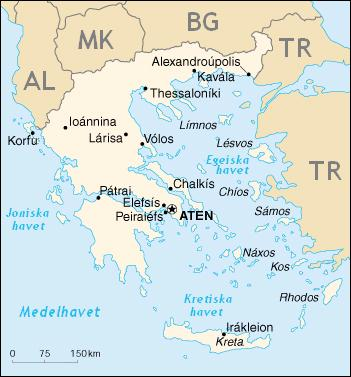
Karta över Grekland.

### Topografi och hydrografi
Grekland är starkt kuperat och dess kustlinje djupt veckad, vilket hänger samman med bergen i dess inre som utgör en del av det bergssystem som täcker större delen av Balkanhalvön. Den största bergskedjan i Grekland är det centrala Pindosbergen som, liksom de flesta bergskedjorna i Grekland, har en nordväst-sydostlig sträckning. De bergskedjor som skjuter ut från Pindos sträcker sig ut i havet så att det mellan dem bildas bäcken och vikar. Även på Peloponnesos, i Joniska havet och i Egeiska havet bildar bergskedjorna ryggar och rader med öar med samma sträckning. Två av Pindos sidogrenar, Kambuniska och Kerauiska bergen, skjuter ut åt öst och väst och bildar en naturlig gräns norr om Thessalien.
Jordskalv och, i betydligt mindre omfattning, vulkanutbrott förekommer. Greklands högsta berg är Olympos på 2 917 meter.

### Klimat
Grekland har ett medelhavsklimat, men med stora skillnader mellan norra och södra landet och mellan bergen och kusten samt inlandet. Snö och is är vanliga i det högre bergstrakterna men förekommer även i resten av Grekland. Svala vindar, både från bergen och från havet, dämpar överlag sommarvärmen vilket gör att Greklands klimat varierar relativt måttligt mellan sommar- och vintersäsongerna. I många dalar kan dock hetta och torka på sommaren bli ett stort problem och i många områden faller överhuvudtaget inget regn mellan början av juni och slutet av augusti.

### Växt- och djurliv
Endast de större floddalarna lämpar sig för spannmålsodling. Greklands klimat har skapat en lång tradition av vin- och fruktodling: Oliver, fikon, apelsin, citron och persika. 
Bland trädarterna är ek-, bok- och tallarter vanliga. Dock är skogen i Grekland starkt decimerad vilket bland annat bidrar till torkan under sommarsäsongen.

## Styre och politik

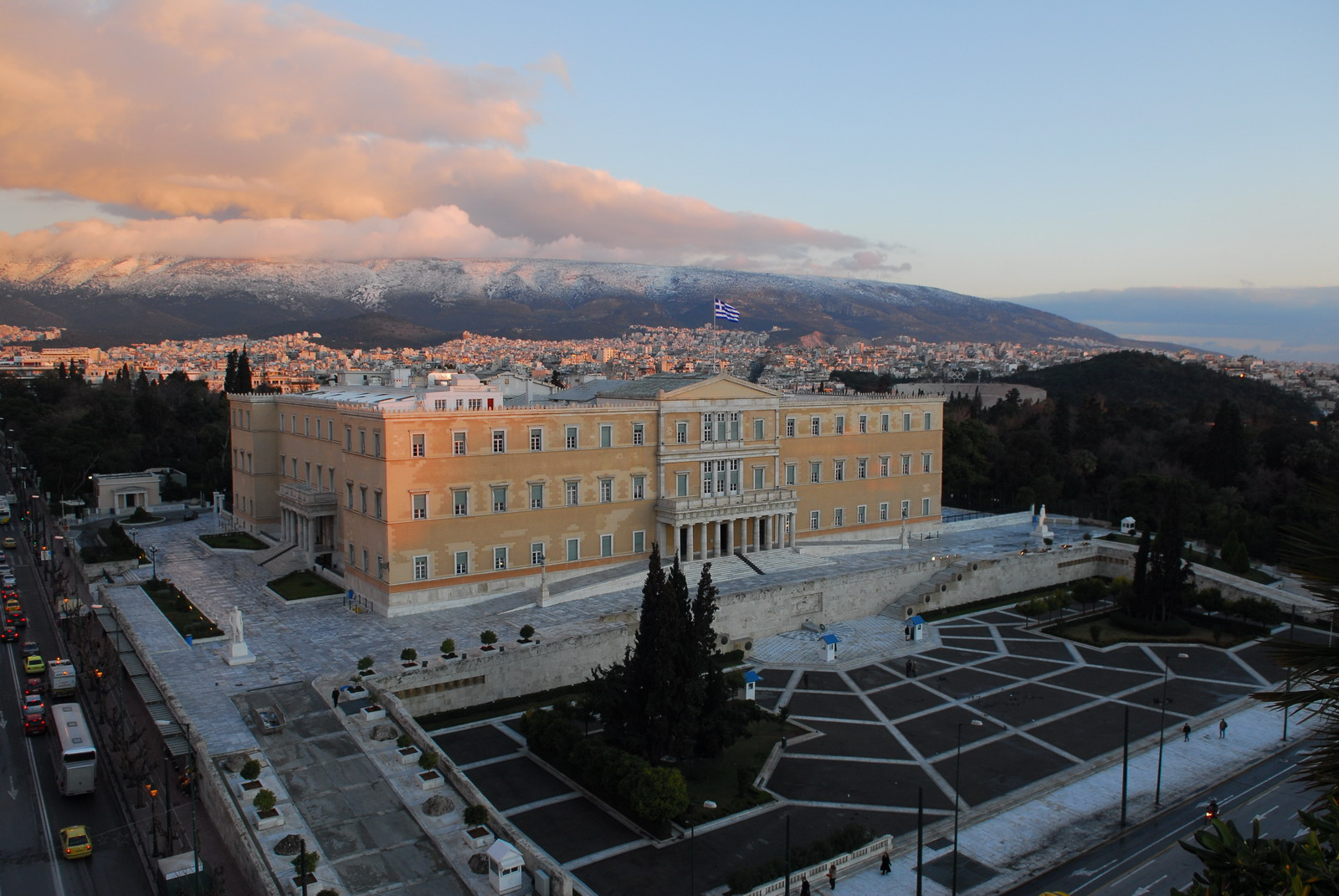
Greklands parlament i centrala Aten.

### Författning och styre
Grekland är en parlamentarisk republik. Konstitutionen från 1975 tillerkänner landets medborgare omfattande medborgerliga rättigheter och fastslår att landets president (statschef) ska väljas av parlamentet genom indirekta val. Den centrala rollen i det politiska livet har emellertid landets premiärminister och presidenten har främst ceremoniella plikter. Presidenten väljs vart femte år och kan endast väljas om en gång.
Parlamentsledamöterna i Greklands enkammarriksdag (Vouli ton Ellinon) tillsätts vart fjärde år (om inte nyval hålls). Grekland använder sig av ett komplicerat proportionellt valsystem som garanterar att det parti som fått flest röster i valet också får flest platser i parlamentet. Ett parti måste få minst 3 % av rösterna för att komma in i parlamentet. Det parti som i valet får flest röster får automatiskt 50 mandat av riksdagens 300 mandat. Övriga mandat fördelas proportionellt efter erhållna röster. Det betyder att ett parti som får 41 % av rösterna i valet och är största parti också får egen majoritet i parlamentet med 152 mandat. 50 + (41 % av 250 = 102,5) = 152

### Administrativ indelning

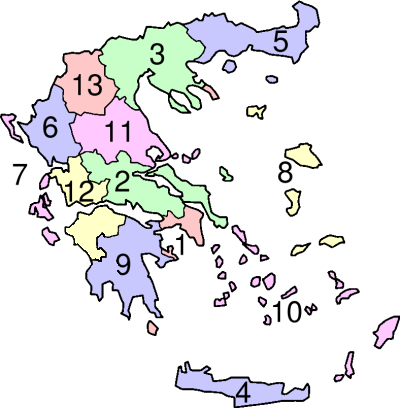
Greklands regioner.

Grekland indelas administrativt i 7 decentraliserade statsförvaltningar (apokendomeni diikisi), 13 regioner (periféria) och 325 kommuner (demoi). Förutom dessa administrativa enheter finns en autonom region, munkrepubliken Athos (Ayion Oros, ”Det heliga berget”). Före 2011 fanns 13 regioner, 51 prefekturer (nomós), 900 stadskommuner (demoi) och 133 landsbygdskommuner (koinotetes). Före 1999 fanns 5 775 kommuner, 457 demoi och 5 318 koinotetes,  som ytterligare var uppdelade i 12 817 mindre styrelseenheter (oikosmoi).
| Förvaltning                                     | Region                          |
| ----------------------------------------------- | ------------------------------- |
| Attika                                          | 1 Attika                        |
| Thessalien och Grekiska fastlandet              | 2 Grekiska fastlandet           |
| Thessalien och Grekiska fastlandet              | 11 Thessalien                   |
| Makedonien och Thrakien                         | 3 Mellersta Makedonien          |
| Makedonien och Thrakien                         | 5 Östra Makedonien och Thrakien |
| Kreta                                           | 4 Kreta                         |
| Epirus och Västra Makedonien                    | 6 Epirus                        |
| Epirus och Västra Makedonien                    | 13 Västra Makedonien            |
| Peloponnesos, Västra Grekland och Joniska öarna | 7 Joniska öarna                 |
| Peloponnesos, Västra Grekland och Joniska öarna | 9 Peloponnesos                  |
| Peloponnesos, Västra Grekland och Joniska öarna | 12 Västra Grekland              |
| Egeiska öarna                                   | 8 Nordegeiska öarna             |
| Egeiska öarna                                   | 10 Sydegeiska öarna             |

### Politik
I 2019 års parlamentsval fick konservativa Ny demokrati 40 procent av rösterna, jämfört med 28,5 procent för sittande premiärminister Alexis Tsipras parti Syriza.  Ny demokrati fick egen majoritet i parlamentet och  Kyriakos Mitsotakis blev ny premiärminister.

## Ekonomi och infrastruktur

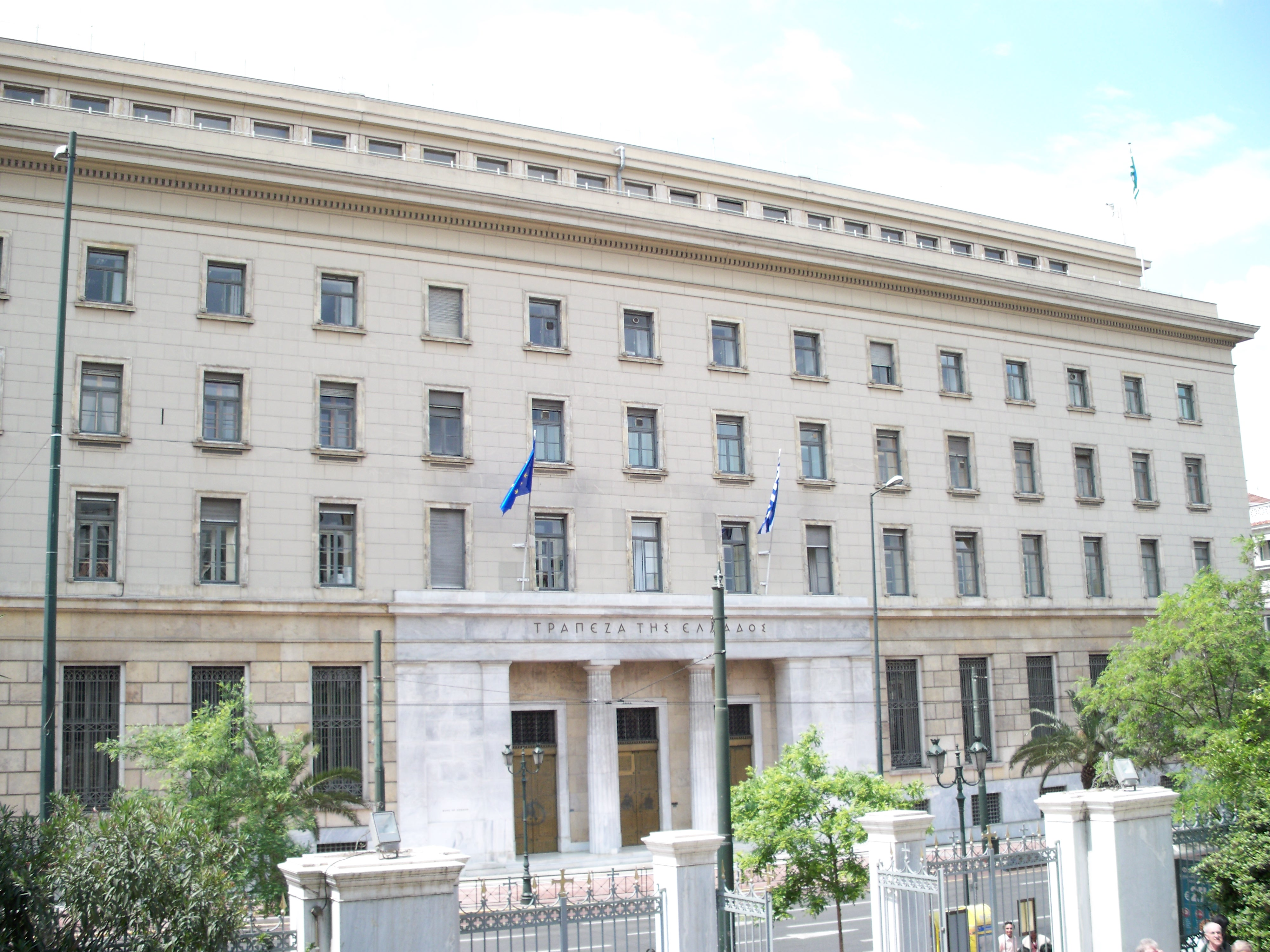
Grekiska centralbankens huvudbyggnad i Aten.

Under den senaste trettioårsperioden har Grekland, liksom många andra länder, förvandlats från ett traditionellt jordbruksland (där cirka 90 % av exporten är inom jordbrukssektorn) till en mer moderniserad industristat (där cirka 50 % av exporten är industriprodukter). Trots detta är Grekland fortfarande, vid sidan av Portugal, EU:s mest jordbruksberoende land. Även turismen är en viktig inkomstkälla för Grekland.
I slutet av 2009 drabbades Grekland av en akut ekonomisk kris med miljardstora skulder, vilket har påverkat hela Europeiska unionen och den gemensamma valutan euron. 

### Näringsliv

#### Jordbruk
Jordbruket spelar än idag en stor roll i Greklands näringsliv och sektorn sysselsätter ungefär en femtedel av befolkningen. En knapp tredjedel av landets areal är uppodlad, vilket till stora delar beror på att topografin, klimatet och jordmånen sätter stopp för ett effektivt odlingsarbete. Oftast är inte brukningenheterna större än 4 "stremata" = 4.000 m² (80 %) och brukningsmetoderna är gamla. Vattenbristen spelar en mycket stor roll i jordbruket och på runt 25 % av den odlade arealen måste marken konstbevattnas för att kunna odlas. Cirka 40 % av jordbruksarealen är betesmark för djur som får och getter.

#### Råvaror
I Thessalien finns de viktiga mineralerna bauxit (som används vid framställning av aluminium) och kromit som bryts i närområdet. Mindre fyndigheter som järn, nickel, magnesit och mangan finns även på flera andra ställen i landet. Marmor och korund är två andra viktiga naturtillgångar som landet bryter.

#### Industri

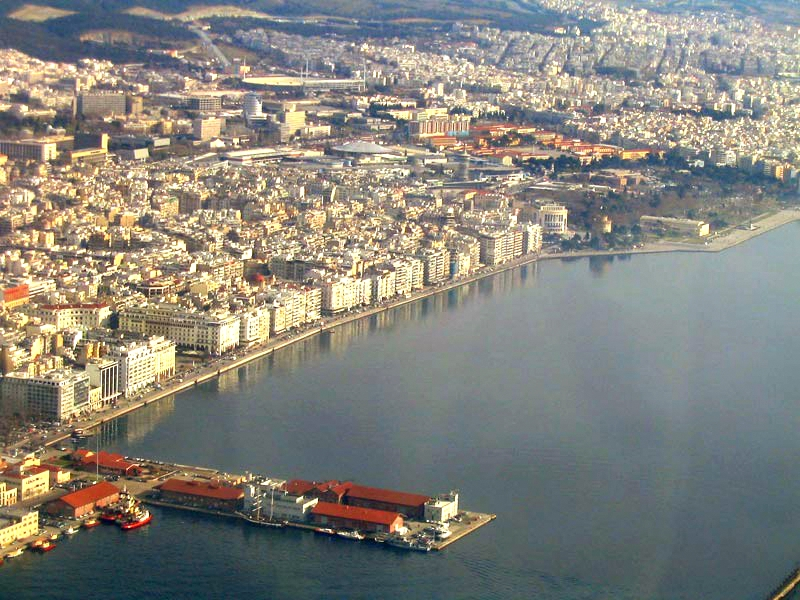
Flygbild över de centrala delarna av Thessaloniki, Greklands näst största stad och den största staden i det historiska grekiska landskapet Makedonien i norra Grekland.

Runt en fjärdedel av arbetskraften är sysselsatt inom industrin, som står för ungefär 13,8 % av Greklands BNP (2013). Den kemiska industrin ligger i norra Grekland runt staden Thessaloniki och metallindustrin vid huvudstaden Aten. Livsmedelsindustrin är utspridd på flera olika platser i Grekland, men den största koncentrationen återfinns i Thessaloniki. Raffinaderier, petrokemiska anläggningar och stålverksindustrin släpper ut stora mängder föroreningar, vilka ger upphov till miljöproblem. Problemen förekommer främst kring storstadsområdena i Aten (inklusive Pireus och Eleusis) och vid Thermaikosbukten i Thessaloniki.

#### Turism
En av de största inkomstkällorna i Grekland är turismen, ungefär 17 miljoner människor åker till Grekland varje år. Många väljer att båtluffa runt de grekiska öarna.

### Handel
Runt 25 % av Greklands export består av livsmedel (1997). De viktigaste exportvarorna är idag bland annat bomull, majs, oliver, vindruvor och russin. Dessutom exporteras en hel del kemiska produkter, industriråvaror och verkstadsindustriprodukter. De viktigaste handelspartnerna är Italien, Frankrike, Tyskland samt Storbritannien men handeln mellan Grekland och grannländerna i sydöstra Europa har ökat under senare år. 

### Infrastruktur

#### Transporter
Grekland har järnvägar men järnvägsnätet är glest utbyggt. Det går en bana från Thessaloniki till Aten och sedan går en bana över gränsen till Nordmakedonien och en annan till Turkiet.
Grekland har även motorvägar som förbinder de större städerna. En motorväg går dessutom upp till gränsen mot Nordmakedonien och utgör en motorvägsförbindelse mot övriga Europa.

#### Utbildning

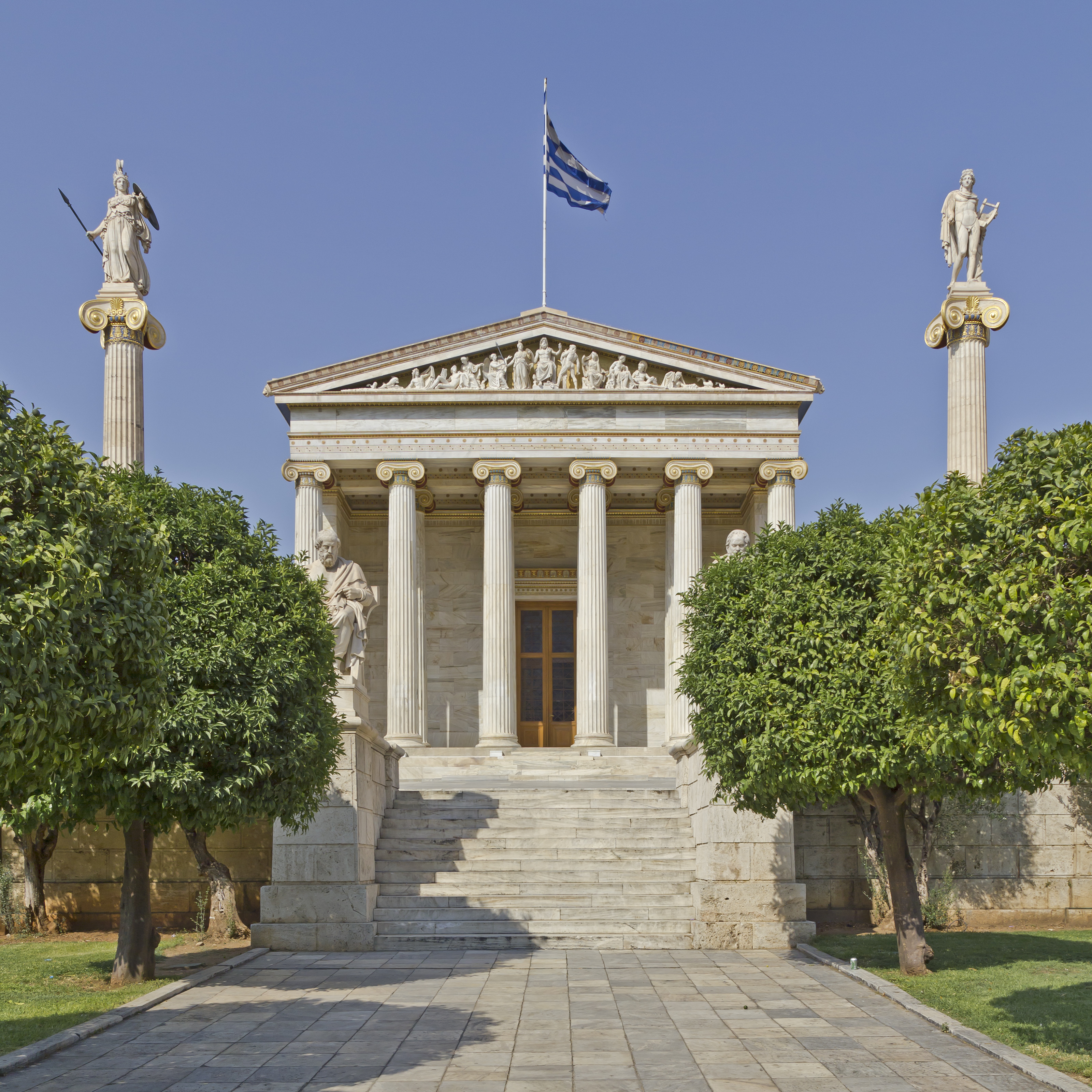
Atens akademi är den högsta forskningsinstansen i Grekland.

Grekiska Utbildningsministeriet ansvarar för utbildningen och finansieras med skattepengar. Eftersom religions- och språkfrihet råder i hela Grekland är ministeriet ansvarigt för att det finns möjligheter för undervisning av minoritetsgrupper (exempelvis muslimer).
Den elementära skolan består av förskola med start vid tre och ett halvt års ålder samt en nioårig grundskola som börjar vid sex års ålder. Så sent som år 1985 beslutades det att även främmande språk ska ingå i utbildningen. Sekundära utbildningen omfattar en treårig gymnasieutbildning som är indelad i fyra olika linjer, men även fyraårigt gymnasium finns med kvällsutbildning för dem som arbetar. Läroböcker är gratis i de statliga skolorna, men oftast tas avgift för läromedel ut på privata skolor.
I Grekland finns det totalt 17 universitet och högskolor (1996) med sammanlagt 106 000 studenter (varav runt 59 000 är kvinnor). Det största universitetet är Atens universitet som grundades år 1837. Det är dessutom mycket vanligt att ungdomar söker sig till andra länder för att skaffa sig högre och mer avancerade utbildningar.

## Befolkning

### Demografi
År 2002 var det första året då dödstalet översteg födelsetalet.[källa behövs] Grekland upplevde tidigare en hög naturlig befolkningstillväxt, men denna började avta på 1990-talet. Enligt folkräkningen 2022 hade befolkningen minskat med 3,5 procent sedan 2011.

#### Större städer
Aten, med cirka 3,1 miljoner invånare inklusive hamnstaden Pireus, är Greklands huvudstad. Bland andra större städer finns Thessaloniki med 1 miljon invånare (inklusive förorter), Patras (168 000), Larisa (145 000), Peristeri (140 000) och Iraklion (137 000, uppskattat 2023).

#### Urbanisering
År 2023 levde 80,7 % av befolkningen i städer.

#### Minoriteter
Det finns ett flertal minoritetspråk, -religioner och -kulturer i Grekland. De största etniska minoriteterna är romer, slaviska makedonier (skall ej förväxlas med greker som kallas makedonier och bor i det grekiska landskapet Makedonien i norra Grekland), turkar, albaner (se Albaner i Grekland), och vlacher. Grekland har ännu inte ratificerat Europarådets konvention om skydd för nationella minoriteter. Istället har landet undertecknat OSSE:s Köpenhamnsdokument vilket ger var och en rätten att själv definiera sig som tillhörande en nationell eller annan minoritet. Grekland har inte undertecknat och ratificerat stadgan om regionala- eller minoritetsspråk. Den enda minoritet som tillerkänts särskilda rättigheter är den muslimska minoriteten i Thrakien (vilket framför allt beror på Lausannefreden 1923).

#### Migration
I Grekland finns idag ett stort antal invandrare, varav omkring 65 % kommer från Albanien. När den grekiska-albanska gränsen öppnades var grekiska myndigheter oförberedda på den massinvandring som uppstod, och den omfattande invandringen från Albanien efter kommunismens fall har orsakat etniska konflikter i Grekland. Idag har emellertid de flesta greker accepterat albanernas betydelse för den grekiska ekonomin, och många idag framgångsrika, albansk-grekiska idrottsmän kom till Grekland under 1990-talet. I Grekland finns också flera mindre invandrargrupper med ursprung i Bulgarien, Rumänien, Ukraina, Belarus, Georgien, Afghanistan och Pakistan. Antalet invandrare i Grekland är dock svårt att uppskatta eftersom de flesta saknar uppehållstillstånd och inte syns i någon statistik.

### Religion
Den grekiska författningen garanterar fullständig religionsfrihet och erbjuder beskydd för alla trosuppfattningar, men nämner den grekisk-ortodoxa kyrkan som den förhärskande religionen. Den grekiska kyrkans makt genomsyrar dock hela samhället. Vid parlamentets öppnande, liksom vid alla butiksinvigningar och andra firanden, har prästernas välsignande en central roll. Omkring 95-98 % av alla greker räknas till den grekisk-ortodoxa kyrkan, men graden av sekularisering har ökat under senare år. Den största religiösa minoriteten utgörs av muslimer, som mestadels finns i Thrakien. Det finns också mindre religiösa grupper av protestanter och katoliker på Kykladerna och judar i Thessaloniki. Andra mindre grupper försöker återupprätta den gamla hedniska grekiska religionen.

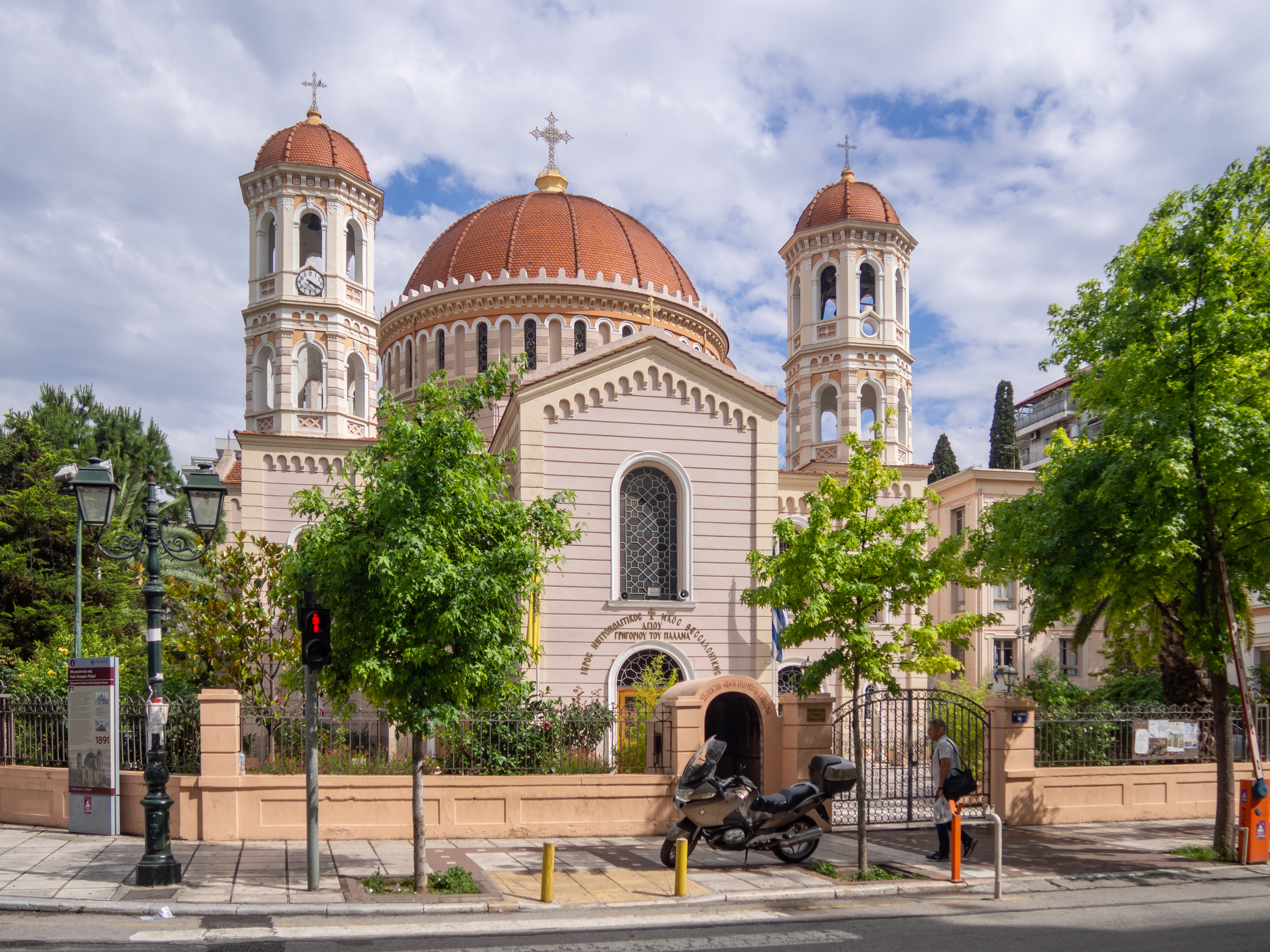
Helige Gregorios Palamas kyrka i Thessaloniki.
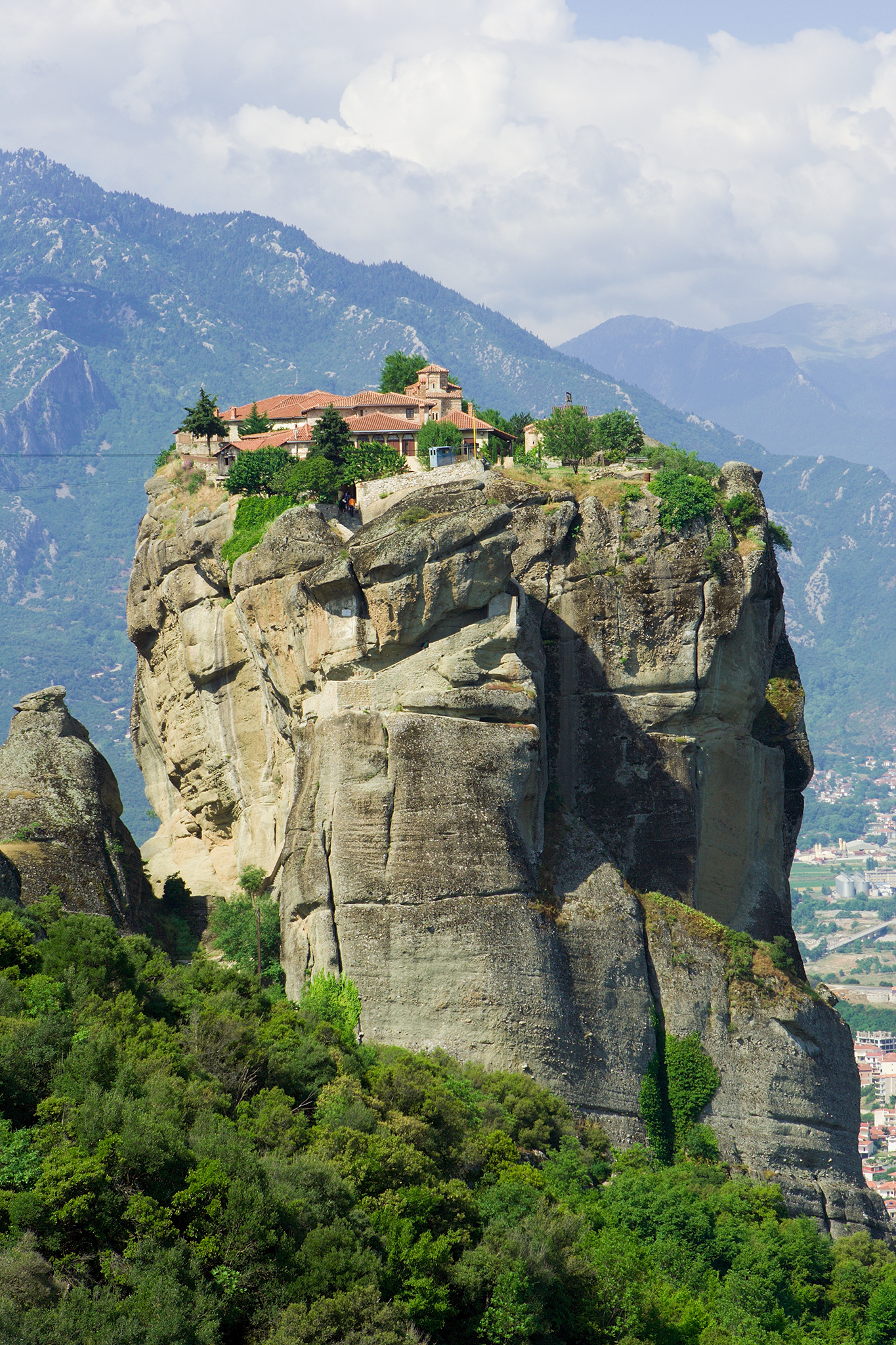
Klostret Moni Agios Triadas i centrala Grekland.

## Kultur
Grekerna levde under isolerade småstater under antiken. Men de förenades av språk, religion och en stark kulturell gemenskap. Under guldåldern (400- och 300-talen) blev de en rik och sammansatt kultur. Det har gett mycket stora bidrag till den västerländska civilisationen.
Greklands kultur speglas av att landet befinner sig mellan öst och väst. Grekerna är mycket stolta över sin kultur och historia som håller dem enade. Greklands kultur består av traditioner, religion, musik, språk och inte minst mat och vin.

### Massmedier
Medierna i Grekland består främst av dagstidningar, tv och radio, där privata företag dominerar efter att det statliga mediebolaget ERT lades ner 2013. Den ekonomiska krisen har påverkat pressfriheten, och Grekland har sett en nedgång i sitt pressfrihetsindex. De största dagstidningarna inkluderar Kathimerini och Ta Nea, medan privata tv-kanaler som Mega Channel dominerar. Landet har också ett stort antal radiokanaler, men lagstiftning har försvårat för mindre stationer, särskilt de ägda av minoriteter. Yttrandefriheten är lagligt skyddad men har utmanats de senaste åren.

### Konstarter

#### Musik
Musiken präglas av västerländska influenser och från mellanöstern. Grekiska folksånger kan höras var man än befinner sig i landet. Modern grekisk musik handlar oftast om frihet och motstånd mot diktatur, dagliga problem samt om kärlek och olycklig kärlek. Av dagens artister kan nämnas: George Dalaras den mest berömda och säljande av alla grekiska artister och som gett konserter i 50 år samt Despina Vandi, Nikos Vertis, Nikos Kourkoulis, Kalomoira, Mixalis Xatzigiannis, Pashalis Terzis, Sarbel, Peggy Zina, Nikos Oikonomopoulos, Melina Mercouri, Elli Kokkinou, Notis Sfakianakis, Sakis Rouvas, Helena Paparizou med flera.

### Traditioner
De flesta traditioner, både på fastlandet och öarna grundar sig i religiösa högtider. Namnsdagen firas exempelvis nästan mer än födelsedagen.

#### Helgdagar och högtider
| - nyår - Annandag påsk - Första maj - Jungfru Marie himmelsfärd - Ochidagen - Påskdagen - Firandet av den grekiska revolutionen - Långfredagen - Trettondedag jul - Rosenmontag - jul Denna lista hämtas från Wikidata. Informationen kan ändras där. |

I Grekland firas födelsedagar sällan efter 12 års ålder, men istället firas namnsdagen som är knuten till det helgon man fått sitt namn efter. Namnet är ofta hämtat från en förfader. Förutom kristna högtider firas också nationella dagar som självständighetsdagen den 25 mars, som markerar början på det grekiska befrielsekriget från det Osmanska imperiet 1821, samt Ochidagen den 28 oktober, som minns Greklands vägran att kapitulera för Mussolinis ultimatum 1940.

#### Matkultur

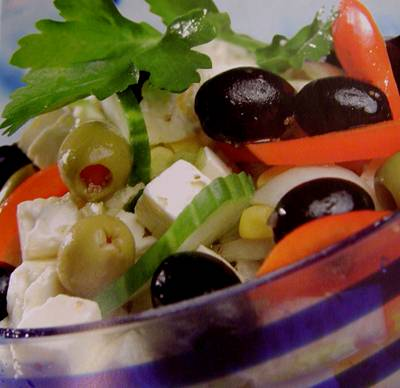
Grekisk sallad.

Maten från Grekland bygger till stor del på grönsaker och kött. Det finns både nationella rätter och lokala specialiteter. Man kan inte undgå att smaka den klassiska grekiska salladen med fetaost, oliver, gurka, tomater, olivolja och oregano. Den kanske mest kända rätten är tzatziki som består av yoghurt, strimlad gurka med vitlök och olivolja. Serveras med nybakat bröd, gärna som förrätt, eller som snacks.
På restaurang beställer greker oftast in små portioner av allt möjligt, för att sedan dela på allt. Att alla använder sin egen gaffel för att ta från de olika tallrikarna är en självklarhet.

## Internationella rankningar
| Organisation                                | Undersökning                   | Rankning   |
| ------------------------------------------- | ------------------------------ | ---------- |
| Heritage Foundation/The Wall Street Journal | Index of Economic Freedom 2019 | 106 av 180 |
| Reportrar utan gränser                      | Pressfrihetsindex 2019         | 65 av 180  |
| Transparency International                  | Korruptionsindex 2018          | 67 av 180  |
| FN:s utvecklingsprogram                     | Human Development Index 2018   | 32 av 179  |